# 儲雄文
储雄文，字汜云，江南宜興人。清朝官員。

## 生平
康熙五十年（1711年）中举，康熙六十年（1721年）中三甲进士，官知县。著有《浮青水榭集》、《记云诗》、《馆课古今文》等。

## 家族
儲雄文為進士儲方慶之子。兄儲大文、儲郁文皆中同榜進士，兄儲在文為康熙四十八年進士。